# Jabłonów (Łódź)
Pour les articles homonymes, voir Jabłonów.
Jabłonów (prononciation [ jaˈbwɔnuf]) est un village de la gmina de Brzeziny, du powiat de Brzeziny, dans la voïvodie de Łódź, situé dans le centre de la Pologne.
Sa population s'élevait à 32 habitants en 2011.

## Administration
De 1975 à 1998, le village était attaché administrativement à l'ancienne voïvodie de Skierniewice.

Depuis 1999, il fait partie de la nouvelle voïvodie de Łódź.